# Associazione Calcio Legnano 1986-1987
Questa voce raccoglie le informazioni riguardanti l'Associazione Calcio Legnano nelle competizioni ufficiali della stagione 1986-1987.

## Stagione

Loris Boni, al Legnano dal 1984 al 1987

Nella stagione 1986-1987 diventa presidente del club Ulrico Lucarelli, già noto per aver portato la locale squadra legnanese di football americano, i Frogs Legnano, ai massimi vertici nazionali e internazionali. Altra novità è l'avvicendamento sulla panchina lilla di Andrea Valdinoci con Giovanni Ardemagni, che diventa il nuovo tecnico dei Lilla. Obbiettivo dichiarato della dirigenza è ancora quello di continuare la permanenza in Serie C1. Per quanto riguarda il calciomercato, vengono venduti il portiere Pierantonio Bosaglia, il difensore Davide Roncaglia e l'attaccante Davide Fontolan; arrivano al Legnano il portiere Ruggero Aiani, i centrocampisti Paolo Capra e Massimo Rovellini e l'attaccante Virginio Araldi.
Nella stagione 1986-1987 il Legnano si piazza all'ultimo posto in classifica, con 17 punti e a 13 lunghezze dalla salvezza, nel girone A della Serie C1 retrocedendo quindi in Serie C2. In Coppa Italia Serie C, i Lilla arrivarono al quarto e ultimo posto del girone B, risultato che non permette alla squadra di passare al turno successivo. Il campionato è caratterizzato da un andamento disastroso che porta alle dimissioni dalla carica di presidente, dopo appena un mese dall'inizio del torneo, di Lucarelli, che viene sostituito da Giovanni Mari. In questa stagione il Legnano registra alcuni record negativi, tra cui quello della totale mancanza di vittorie esterne, il minor numero di vittorie totali (2) e quello del numero di partite consecutive senza vittorie (29; dalla 6ª all'ultima giornata).

## Divise e sponsor
| Casa |

## Organigramma societario
Area direttiva
- Presidente: Ulrico Lucarelli, poi Giovanni Mari

Area tecnica
- Allenatore: Giovanni Ardemagni

## Rosa
| N. |                   | Ruolo | Calciatore         |
| -- | ----------------- | ----- | ------------------ |
|    | Italia (bandiera) | P     | Ruggero Aiani      |
|    | Italia (bandiera) | A     | Virginio Araldi    |
|    | Italia (bandiera) | C     | Loris Boni         |
|    | Italia (bandiera) | p     | Dario Cantoni      |
|    | Italia (bandiera) | D     | Luigi Cappelletti  |
|    | Italia (bandiera) | C     | Paolo Capra        |
|    | Italia (bandiera) | D     | Giovanni Cozzi     |
|    | Italia (bandiera) | C     | Sergio Elli        |
|    | Italia (bandiera) | A     | Iginio Emidi       |
|    | Italia (bandiera) | A     | Antonio Fiotta     |
|    | Italia (bandiera) | C     | Maurizio Grosselli |

| N. |                   | Ruolo | Calciatore           |
| -- | ----------------- | ----- | -------------------- |
|    | Italia (bandiera) | C     | Luca Landonio        |
|    | Italia (bandiera) | D     | Enrico Leoni         |
|    | Italia (bandiera) | C     | Maurizio Lombardo    |
|    | Italia (bandiera) | D     | Mauro Mosconi        |
|    | Italia (bandiera) | C     | Sandro Pietta        |
|    | Italia (bandiera) | D     | Alessandro Ranghetti |
|    | Italia (bandiera) | C     | Massimo Rovellini    |
|    | Italia (bandiera) | C     | Luca Sala            |
|    | Italia (bandiera) | A     | Luigi Tirapelle      |
|    | Italia (bandiera) | D     | Fabrizio Zoppellaro  |
|    | Italia (bandiera) | D     | Luigi Zubiani        |

## Risultati

### Serie C1 (girone A)

#### Girone d'andata
| Arbitro: | Calabretta (Catanzaro) |

|               |           |               |
| Donatelli 63’ | Marcatori | 50’ Rovellini |

| Arbitro: | Vassalli (Roma) |

|  |           |                                   |
|  | Marcatori | 57’ Donati 71’ Fabbri 82’ Mariani |

| Arbitro: | Lombardi (La Spezia) |

|               |           |  |
| Tirapelle 35’ | Marcatori |  |

| Arbitro: | Gargiulo (Napoli) |

|                                                 |           |  |
| Paradiso 33’ (rig.) Foglietti 52’ Perinelli 85’ | Marcatori |  |

| Arbitro: | Ceccarelli (Roma) |

|                                 |           |             |
| Araldi 44’ (rig.) Grosselli 68’ | Marcatori | 69’ Zennari |

| Arbitro: | Telegrafo (Taranto) |

|             |           |            |
| Bonesso 21’ | Marcatori | 59’ Araldi |

| Arbitro: | Cucchiara (Bari) |

|               |           |             |
| Rovellini 64’ | Marcatori | 15’ Telesio |

| Arbitro: | Bruni (Arezzo) |

|  |           |                       |
|  | Marcatori | 49’ (rig.), 73’ Vinci |

| Arbitro: | Frattin (Castelfranco Veneto) |

|                                            |           |  |
| Serioli 15’ Roccatagliata 34’ Tomasoni 78’ | Marcatori |  |

| Legnano 23 novembre 1986 10ª giornata | Legnano            | 0 – 0 | Ancona | Stadio Comunale\| Arbitro: \| Tedeschi (Bologna) \| |
| Arbitro:                              | Tedeschi (Bologna) |       |        |                                                     |

| Arbitro: | Ceccarelli (Roma) |

|                         |           |               |
| Ceccaroni 5’, 8’ (rig.) | Marcatori | 83’ Tirapelle |

| Legnano 7 dicembre 1986 12ª giornata | Legnano       | 0 – 0 | Carrarese | Stadio Comunale\| Arbitro: \| Forte (Aosta) \| |
| Arbitro:                             | Forte (Aosta) |       |           |                                                |

| Arbitro: | Calabretta (Catanzaro) |

|               |           |               |
| Calderini 57’ | Marcatori | 73’ Rovellini |

| Legnano 21 dicembre 1986 14ª giornata | Legnano            | 0 – 0 | Rimini | Stadio Comunale\| Arbitro: \| Arcovito (Messina) \| |
| Arbitro:                              | Arcovito (Messina) |       |        |                                                     |

| Arbitro: | Fiorenza (Siena) |

|                                   |           |  |
| Casiraghi 42’ (rig.) Monguzzi 77’ | Marcatori |  |

| Arbitro: | Telegrafo (Taranto) |

|          |           |           |
| Elli 11’ | Marcatori | 2’ Mosele |

| Arbitro: | Nicoletti (Agropoli) |

|                                                 |           |               |
| Riccitelli 21’ Mancini 56’ Giunchi 59’ Neri 64’ | Marcatori | 85’ Tirapelle |

#### Girone di ritorno
| Legnano 25 gennaio 1987 18ª giornata | Legnano             | 0 – 0 | Lucchese | Stadio Comunale\| Arbitro: \| Pomentale (Bologna) \| |
| Arbitro:                             | Pomentale (Bologna) |       |          |                                                      |

| Arbitro: | Cafaro (Grosseto) |

|                                          |           |  |
| Da Re 18’, 32’ Gibellini 42’ Mariani 87’ | Marcatori |  |

| Mantova 22 marzo 1987 20ª giornata | Mantova             | 0 – 0 | Legnano | Stadio Danilo Martelli\| Arbitro: \| Ceccarini (Livorno) \| |
| Arbitro:                           | Ceccarini (Livorno) |       |         |                                                             |

| Arbitro: | Calabretta (Catanzaro) |

|              |           |                           |
| Landonio 54’ | Marcatori | 7’ Primizio 60’ Perinelli |

| Arbitro: | De Angelis (Civitavecchia) |

|                           |           |  |
| Tintisona 30’ Mezzini 39’ | Marcatori |  |

| Arbitro: | Sanguineti (Chiavari) |

|              |           |                         |
| Landonio 34’ | Marcatori | 28’ D'Agostino 49’ Donà |

| Arbitro: | Telegrafo (Taranto) |

|                               |           |                      |
| Ferretti 12’ (rig.) Puppi 63’ | Marcatori | 75’ (rig.) Rovellini |

| Cento 15 marzo 1987 25ª giornata | Centese              | 0 – 0 | Legnano | Stadio Loris Bulgarelli\| Arbitro: \| Nicoletti (Agropoli) \| |
| Arbitro:                         | Nicoletti (Agropoli) |       |         |                                                               |

| Arbitro: | Bruni (Arezzo) |

|  |           |             |
|  | Marcatori | 41’ Concina |

| Arbitro: | Iori (Parma) |

|          |           |  |
| Paci 55’ | Marcatori |  |

| Legnano 18 aprile 1987 28ª giornata | Legnano             | 0 – 0 | Prato | Stadio Comunale\| Arbitro: \| Satariano (Palermo) \| |
| Arbitro:                            | Satariano (Palermo) |       |       |                                                      |

| Carrara 26 aprile 1987 29ª giornata | Carrarese        | 0 – 0 | Legnano | Stadio Dei Marmi\| Arbitro: \| Falca (Pinerolo) \| |
| Arbitro:                            | Falca (Pinerolo) |       |         |                                                    |

| Arbitro: | Pomentale (Bologna) |

|  |           |              |
|  | Marcatori | 38’ Restelli |

| Arbitro: | Capovilla (Carrara) |

|                          |           |               |
| Mulinacci 6’ Cangini 54’ | Marcatori | 71’ Grosselli |

| Arbitro: | Ceccarini (Livorno) |

|  |           |            |
|  | Marcatori | 62’ Auteri |

| Arbitro: | Fucci (Salerno) |

|               |           |  |
| Fortunato 52’ | Marcatori |  |

| Arbitro: | Salerno (Acireale) |

|             |           |                             |
| Mosconi 39’ | Marcatori | 20’ Cornacchini 89’ Mancini |

### Coppa Italia Serie C (girone B)

#### Girone di andata
| Legnano 24 agosto 1986 1ª giornata | Legnano | 0 – 2 | Novara | Stadio Comunale |

| Arbitro: | Forte (Aosta) |

|                   |           |  |
| Pietta 78’ (aut.) | Marcatori |  |

| Legnano 4 settembre 1986 3ª giornata | Legnano | 0 – 2 | Pro Vercelli | Stadio Comunale |

| Novara 7 settembre 1986 4ª giornata | Novara | 2 – 0 | Legnano | Stadio Comunale di Viale Kennedy |

| Arbitro: | Rungger (Bolzano) |

|               |           |             |
| Grosselli 69’ | Marcatori | 14’ Onorini |

| Vercelli 17 settembre 1986 6ª giornata | Pro Vercelli | 1 – 2 | Legnano | Stadio Leonida Robbiano |

## Statistiche

### Statistiche di squadra
| Competizione         | Punti | Totale | Totale | Totale | Totale | Totale | Totale | DR  |
| Competizione         | Punti | G      | V      | N      | P      | Gf     | Gs     | DR  |
| -------------------- | ----- | ------ | ------ | ------ | ------ | ------ | ------ | --- |
| Serie C1             | 17    | 34     | 2      | 13     | 19     | 15     | 46     | -31 |
| Coppa Italia Serie C | 2     | 6      | 1      | 0      | 5      | 2      | 11     | -9  |

### Statistiche dei giocatori
| Giocatore      | Serie C1 | Serie C1 |
| Giocatore      | Presenze | Reti     |
| -------------- | -------- | -------- |
| R. Aiani       | 26       | 0        |
| V. Araldi      | 25       | 2        |
| L. Boni        | 18       | 0        |
| D. Cantoni     | 8        | 0        |
| L. Cappelletti | 24       | 0        |
| P. Capra       | 16       | 0        |
| G. Cozzi       | 14       | 0        |
| S. Elli        | 24       | 1        |
| I. Emidi       | 3        | 0        |
| A. Fiotta      | 1        | 0        |
| M. Grosselli   | 27       | 2        |
| L. Landonio    | 24       | 2        |
| E. Leoni       | 18       | 0        |
| M. Lombardo    | 22       | 0        |
| M. Mosconi     | 26       | 1        |
| S. Pietta      | 30       | 0        |
| A. Ranghetti   | 18       | 0        |
| M. Rovellini   | 31       | 4        |
| L. Sala        | 4        | 0        |
| L. Tirapelle   | 32       | 3        |
| F. Zoppellaro  | 5        | 0        |
| L. Zubiani     | 30       | 0        |